# Прешъс (филм)
„Прешъс“ (на английски: Precious) е американски драматичен филм от 2009 година на режисьора Лий Даниелс.

## Актьорски състав
| Актьор           | Роля                                                             |
| ---------------- | ---------------------------------------------------------------- |
| Габури Сидибе    | Клариса (Прешъс) Джоунс                                          |
| Моник            | Мери Лий Джонстън – майката на Клариса                           |
| Пола Патън       | г-жа Блу Рейн – учителката на Клариса                            |
| Марая Кери       | г-жа Анна Вайс – социална работничка                             |
| Шери Шепърд      | Лиза „Корнроус“[ неясно? ] – рецепционистката                    |
| Лени Кравиц      | Джон Макфадън – медицински брат                                  |
| Нила Гордън      | г-жа Лихтенщайн – директор на училището                          |
| Стефани Андухар  | Рита Ромеро – 16-годишна бивша хероинозависима и проститутка     |
| Чайна Лейн       | Ронда Патрис Джонсън – ямайско-американска съученичка на Клариса |
| Амина Робинсън   | Джърмейн Хикс – съученичка на Клариса                            |
| Ксоша Рокемор    | Джо Ан Роджърс – съученичка на Клариса                           |
| Ант Дот          | Бети (Тузи) Джонстън – майката на Мери и бабата на Клариса       |
| Ангелик Замбрана | Консуело Монтенегро                                              |
| Куишай Пауъл     | Монго – дъщерята на Клариса, която има синдром на Даун           |
| Грейс Хайтауър   | г-жа Търнър – социалната работничка                              |
| Кимбърли Ръсел   | Катрин – партньорката на г-жа Рейн                               |
| Бил Сейдж        | г-н Уичър – учителят по математика на Клариса                    |